# اللغة البريتانية
البريتانية (بالبريتانية: Brezhoneg «برازونك» بترقيق الراء) هي اللغة الكلتية التي قيلت في منطقة بريتاني في فرنسا وتنحدر من من لغة السلتيك البريطانية التي جلبت من بريطانيا العظمى إلى أرموريكا قبل ترحيل البريطانيين خلال العصور الوسطى المبكرة. وتنتمي اللغة البريتانية إلى أسرة اللغات الهندية الأوروبية. والتي نشأت في جنوب شرقي أوروبا نحو القرن الخامس ق. م. ، وانتشرت بعدة اتجاهات مع موجات هجرة الشعوب السلتية، حتى بلغت منطقة البحر الأسود وآسيا الصغرى وجنوب غربي إسبانيا ووسط إيطاليا والجزر البريطانية ، إلا أنها انحسرت مع الفتوحات الرومانية وبدأت اللغة اللاتينية تحل محلها. ومع حلول القرن الخامس الميلادي تلاشت اللغات السلتية ولم يبقَ منها سوى تلك المتداولة اليوم في الجزر البريطانية ومنطقة بريتانيا الفرنسية، ويبلغ عدد الناطقين بها نحو مليوني نسمة. أما لغة الشعوب السلتية التي هاجرت إلى آسيا الصغرى فقد سميت لغتهم الكتلانية وبقيت في تلك المنطقة حتى القرن الخامس الميلادي.

## أقسام اللغة البريتانية

انتشار الشعوب السلتية في بريطانيا ومنطقة برينانيا في فرنسا

تنقسم اللغة البريتانية إلى قسمين رئيسيين هما:
- الكلتية القارية: تضم اللهجات السلتية المتعددة التي شاعت في أوروبا، وقد سميت القارية لتمييزها عن سلتية الجزر البريطانية . وهي تشمل اللغات السلتية المستخدمة في أوروبا، باستثناء السلتية البريتانية المستخدمة في مقاطعة بريتانيا شمالي فرنسا، وأهمها اللغة الغالية التي انقرضت مثل سائر اللغات البريتانية القارية الأخرى.
- الكلتية الجزيرية: وتضم اللهجات التي انتشرت في الجزر البريطانية ومنطقة بريتانيا وتعدّ اللغة الأم للغات السلتية الحديثة. وقد أدّت أول حملة إنكليزية لاحتلال إيرلندا إلى ظهور لهجة جديدة عرفت بالغيلية. أما حملتا الاحتلال إلى جنوبي إنكلترا ومنطقة ويلز فقد أدتا إلى ظهور اللهجة المعروفة بالبريثونية. انتشرت الغيلية من إيرلندا إلى جزيرة مان واسكتلندا، وانتشرت البريثونية إلى كورنوول وويلز وكمبريا في انكلترا وبريتانيا في فرنسا. يتكلم البريتانية اليوم في منطقة بريتانيا إلى جانب اللغة الفرنسية نحو 500.000 شخص، ويوجد فيها عدد كبير من المفردات الفرنسية.

## التاريخ
تنقسم عادة اللغة البريتانية إلى ثلاثة مراحل تاريخية:
- البريتانية القديمة، من القرن الخامس إلى القرن 11 ؛
- البريتانية الوسيطة، من القرن 12 إلى القرن 16 ؛
- البريتانية الحديثة، من القرن 17 إلى الآن.[2]